# Míchel Macedo Rocha Machado
Míchel Macedo Rocha Machado meglio noto solo come Míchel (Rio de Janeiro, 15 febbraio 1990) è un calciatore brasiliano, difensore svincolato.